# Laura Lyons
Laura Lyons (nacida el 22 de octubre de 1954) es una modelo estadounidense. Fue Playmate del Mes para la revista Playboy en febrero de 1976. Fue fotografiada por Dwight Hooker y Mario Casilli.
Los fanes de Sherlock Holmes especulan que Lyons fue nombrada así por un personaje de El sabueso de los Baskerville, pero Hugh Hefner confirmó que ese era nombre en una entrevista para Baker Street Journal.

## Biografía
Lyons nació en Los Ángeles, California. Trabajó como conejita Playboy en el Club de Playboy de Chicago con antes de convertirse en Playmate, y dirigió una protesta y una huelga breve que buscaba mejorar los privilegios laborales tales como la libertad para salir con clientes y poder socializar en el club cuando no se estuviese trabajando, los cuales les fueron concedidos.
Consiguió algunos papeles como actriz en la década de los 70, incluido el thriller británico-mexicano Tintorera y un papel no acreditado en El padrino II.

## Descendencia
Su hija es la modelo de Victoria's Secret Lily Aldridge. Su otra hija, Ruby Aldridge, es también modelo.